# 127e régiment d'infanterie (France)
Pour les articles homonymes, voir 127e régiment.

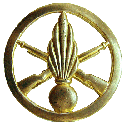
insigne de béret d'infanterie

Le 127e régiment d'infanterie (127e RI) est un régiment d'infanterie de l'Armée de terre française créé sous la Révolution à partir de la 127e demi-brigade de première formation.

## Différentes dénominations
La 127e demi-brigade de bataille est créée en 1794, à partir 68e régiment d'infanterie, auquel sont associés le 2e bataillon de volontaires du Haut-Rhin et le 3e bataillon de volontaires de la Haute-Marne. En 1796, il est versé dans la 91e demi-brigade d'infanterie de ligne. Le 127e régiment d'infanterie de ligne est créé en 1811 lors de l'annexion des côtes nord-ouest de l'Allemagne, à partir de la garde Hambourg et de Lübeck. Il est ensuite dissous en 1814.
En 1914, à la mobilisation au début de la Première Guerre mondiale, il met sur pied son régiment de réserve, le 327e régiment d'infanterie.

## Colonels et chefs de brigade
Ce régiment a connu différents colonels et chefs de brigade au cours de son histoire :
- 1794 : Crolot, chef de brigade.
- 1811 : Chrétien Henri Schaeffer, Colonel.
- 1814 : Augustin Pons, Colonel.
- 1905 : colonel Marie Jean-Baptiste Denis Jochem
- 24/09/1912 - 12/09/1914 : Colonel de Riols de Fonclare
- 1939 : Gabriel, chef de bataillon, commandant (promu Lieutenant Colonel le 25/09/39).

## Historique des garnisons, combats et batailles du54eRI

### RévolutionetEmpire
Le 127e régiment d'infanterie de ligne est présent à Maestricht en 1794, Smolensk, Valoutina, La Moskowa, Malojaroslawetz, Wiasma, et Bérésina en 1812, Wesel et Paris en 1814.

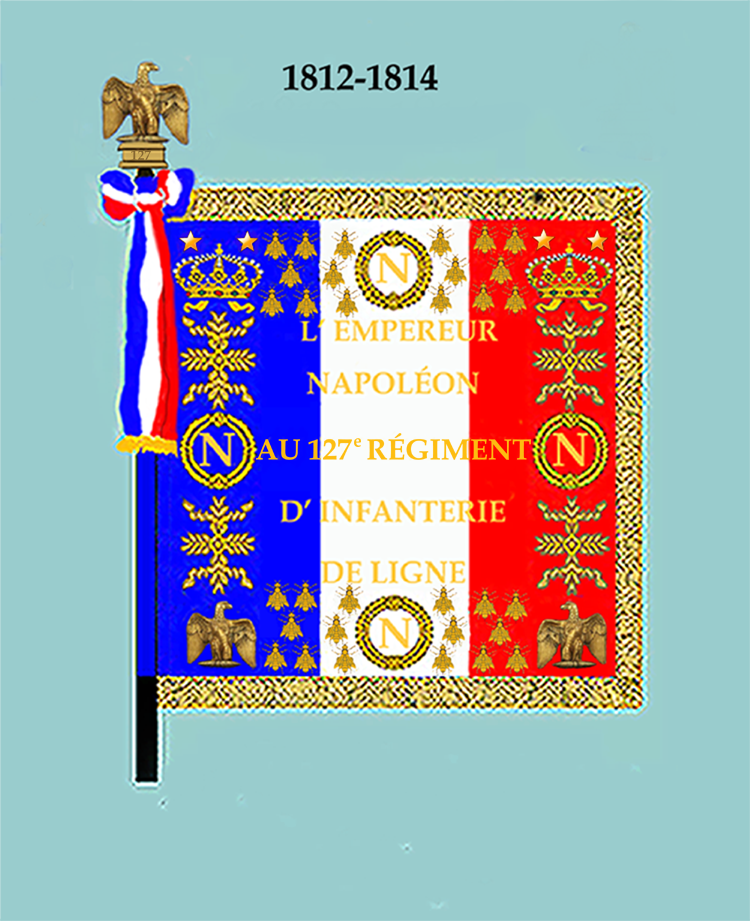
Drapeau modèle de 1812 (avers)
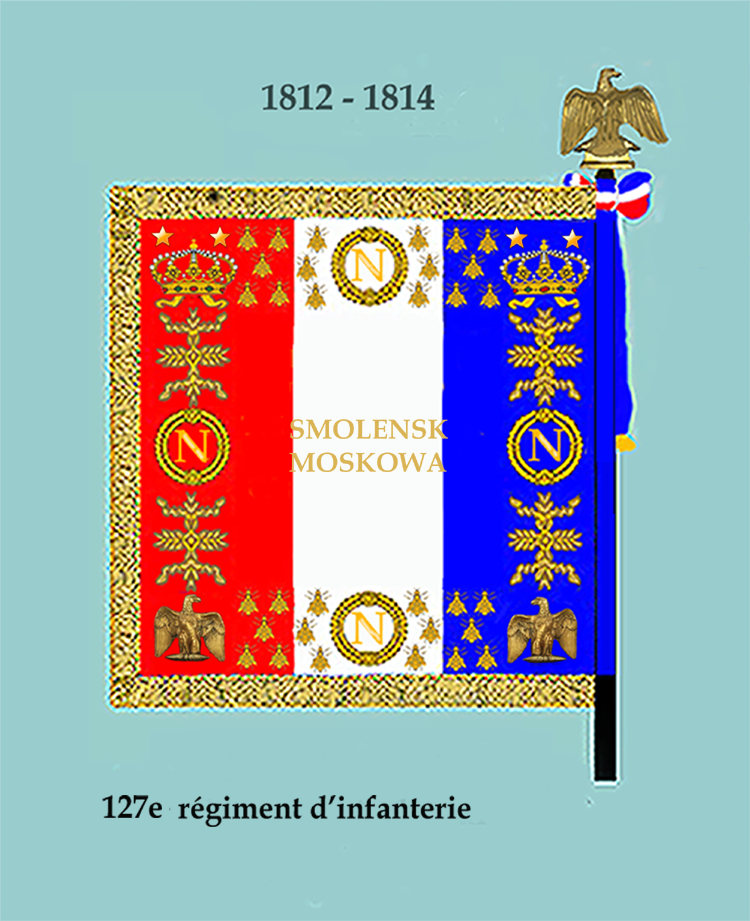
Drapeau modèle de 1812 (revers)

Le régiment est licencié à la Seconde Restauration. Son numéro reste vacant jusqu'en 1873.

### De 1873 à 1914
Le 18 octobre 1873 le 127e régiment d'infanterie de ligne est constitué, à Douai, à partir d'éléments pris dans les 7 régiments stationnés sur le territoire de la 1re région de corps d'armée :
- éléments du 1er régiment d'infanterie de ligne
- éléments du 8e régiment d'infanterie de ligne
- éléments du 33e régiment d'infanterie de ligne
- éléments du 43e régiment d'infanterie de ligne
- éléments du 73e régiment d'infanterie de ligne
- éléments du 84e régiment d'infanterie de ligne
- éléments du 110e régiment d'infanterie de ligne

En 1881, un bataillon est envoyé faire la campagne de Tunisie.
Durant la période 1873 - 1914, il est en garnison à Valenciennes.

### Première Guerre mondiale

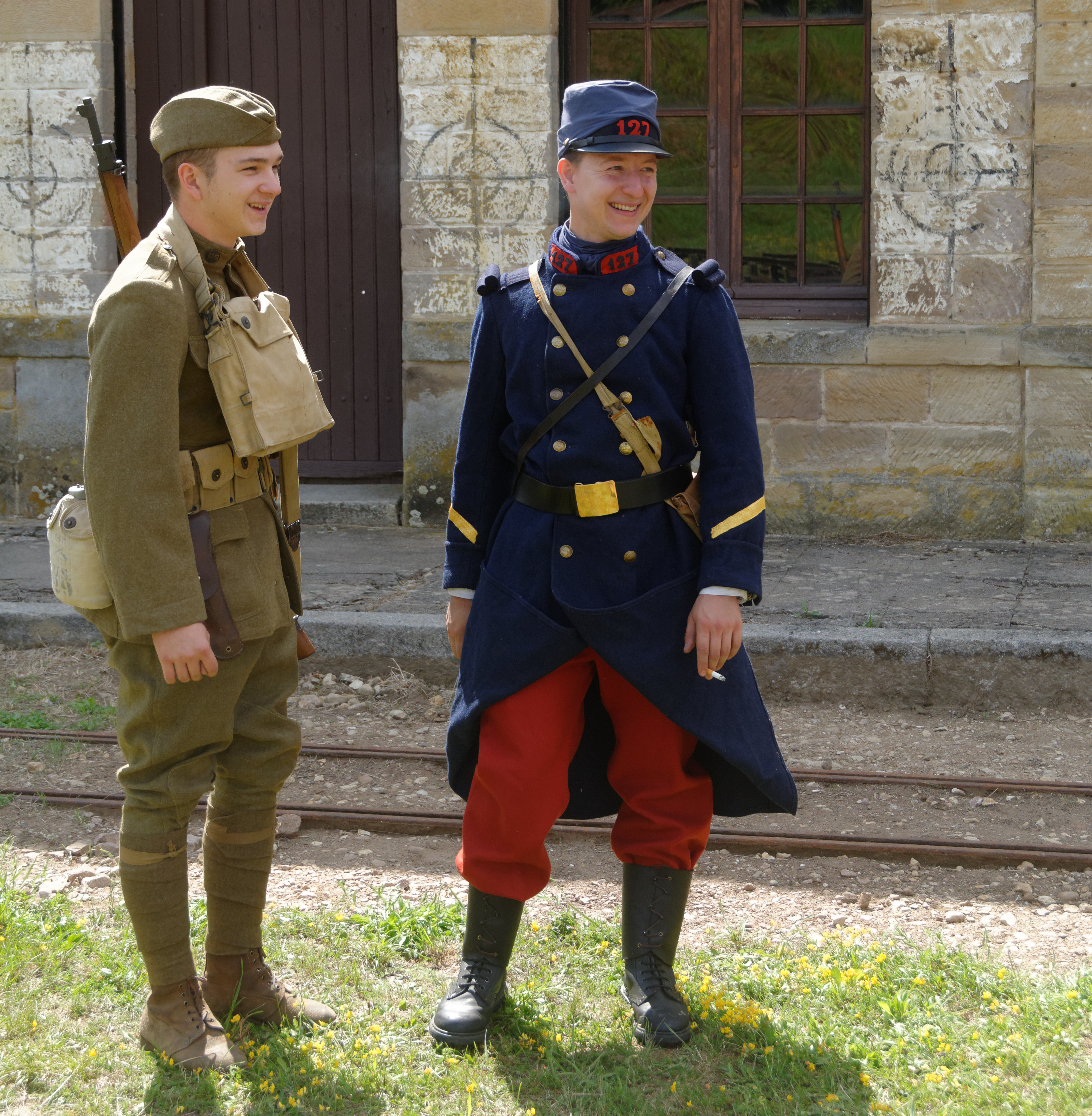
Reconstitution de l'uniforme du en 1914.

#### Affectations
Au début du conflit, d'août 1914 à octobre 1916, il est affecté à la 1re division d'infanterie. Ensuite de novembre 1916 à novembre 1918, il est affecté à la 129e division d'infanterie.
Casernement :Valenciennes, Condé-sur-l'Escaut, 1er Brigade d'Infanterie, 1er Corps d'Armée.

#### 1914
- avance vers Charleroi : Dinant, Saint-Gérard
- La retraite - Les opérations de l'aile gauche : Guise
- Bataille de la Marne, 5 au 13 septembre : cote 108 (Aisne)
- Offensive de la 4e armée en Champagne : Soupir
- Champagne : bois Pareid

#### 1915

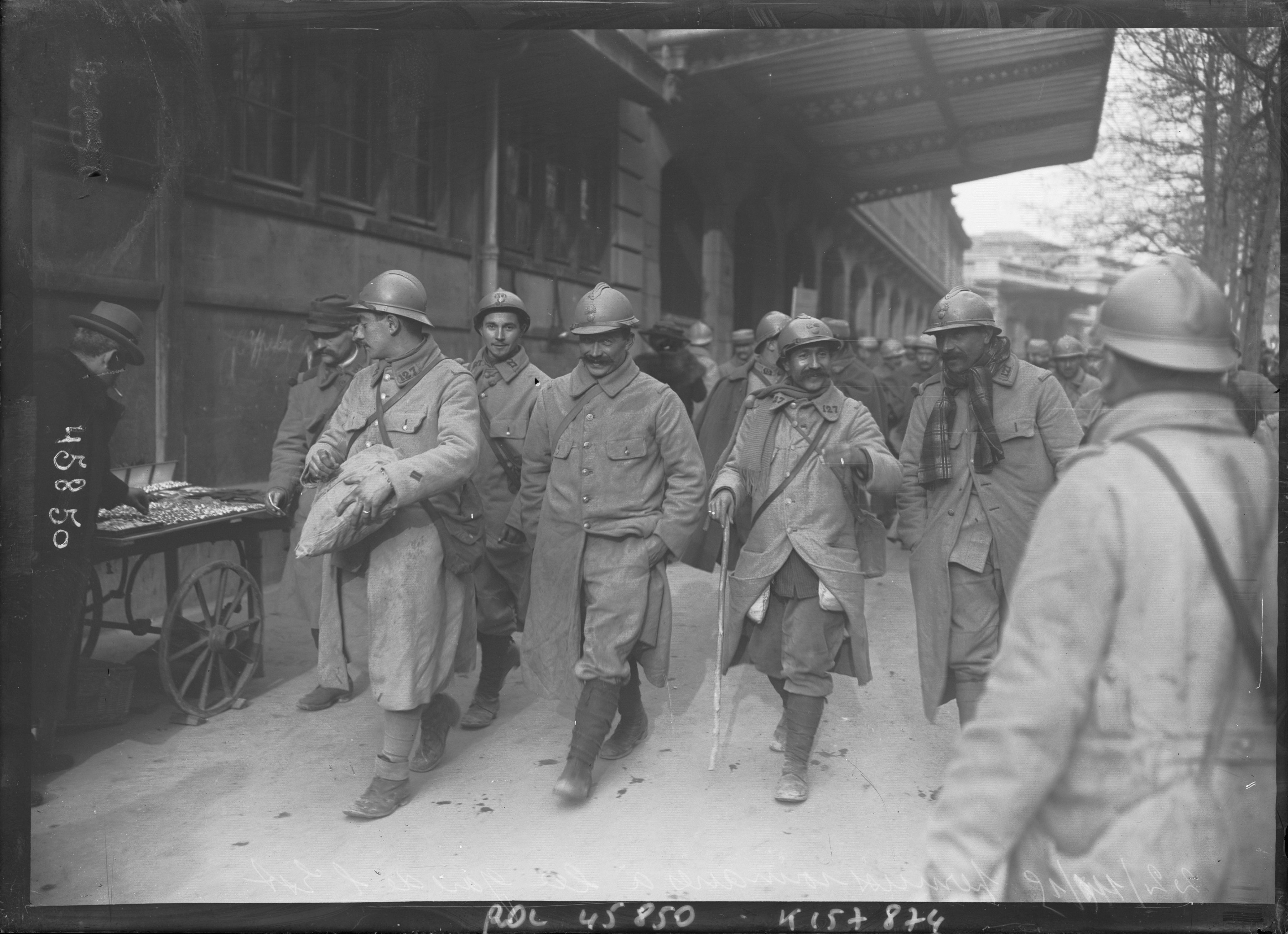
Permissionnaires du en Gare de Paris-Est en novembre 1915.

- Champagne ferme de Beauséjour, fortin de Beauséjour.
- Aisne (mai décembre), nord d'Hermonville.

#### 1916
- Bataille de Verdun :
  - côte du Poivre.
- Bataille de la Somme :
  - Maurepas,
  - Combles

#### 1917
- Offensive de l'Aisne : plateau de Vauclerc
- Bixschoote (16 août)

#### 1918
- Le Mesnil-Saint-Georges (30 mars)
- Bataille de l'Aisne (1er juin - 18 juillet)
- Aisne : Nouvron, Vingré, Villiers-la-Fosse (25 août - 5 septembre)

### Seconde Guerre mondiale
Le régiment est mobilisé le 1er septembre 1939 au CMI 13 (Cambrai – Arras – Avesnes). Il est attaché à la 2e division d'infanterie de réserve de série A type nord-est, recrutement auprès des réservistes picards et flamands, ses cadres actifs sont issus du 1er RI de Cambrai (pour 2/3) et du 151e RI en garnison à Metz. 
Il est commandé par le chef de bataillon Gabriel (active) (promu Lieutenant Colonel le 25/09/39). 
Région Militaire, Centre Mobilisateur d'infanterie, CMI 13 Cambrai formé le 7 septembre 1939.
Le régiment sera volatilisé pendant la bataille de Rethel du 4 au 10 juin 1940. Le drapeau, doit être brûlé dans le village de Perthes, à l'ultime minute de la résistance, par les officiers survivants de l'état-major.
Le régiment est dissous le 18 juin 1940.

## Inscriptions portées sur le drapeau du régiment
Il porte, cousues en lettres d'or dans ses plis, les inscriptions suivantes :
- Smolensk 1812
- Moskowa 1812
- La Bérézina 1812
- Paris 1814
- La Marne 1914
- Verdun 1916
- La Somme 1916
- Flandres 1916

## Décorations
Sa cravate est décorée de la Croix de guerre 1914-1918 avec trois citations à l'ordre de l'armée.
Il a le droit au port de la fourragère au couleur du ruban de la croix de guerre 1914-1918.

## Personnalités ayant servi au127eRI
- Paul Léothaud (1875-1957), Médecin-Colonel, Chevalier de la Légion d'honneur en 1917. Lieutenant de réserve
- Louis Mairet (1894-1917), sergent au régiment de mai 1915 à septembre 1916. Son nom est inscrit au Panthéon dans la liste des 560 écrivains morts pour la France
- Adrien Dansette (1901-1976) à la 3e compagnie du 1er bataillon, écrivain
- Pierre de Chevigné (1909-2004), capitaine à la compagnie d'accompagnement et d'appui du 3e bataillon ; secrétaire d'état à la guerre de 1951 à 1954 et Ministre de la Défense en 1958
- Armand Lanoux (1913-1983) à la 6e Compagnie du 2e bataillon, puis à l'état-major du 2e bataillon

## Sources et bibliographie
- Bibliographie fournie par le musée du château de Vincennes.
- À partir du Recueil d'Historiques de l'Infanterie Française (Général Andolenko - Eurimprim 1969).
- le 127e R.I 1914-1918 sur le site Chtimiste
- Livre de Robert Vilatte "le lion des Flandres à la guerre la 2e Division d'infanterie pendant la campagne de 1939-1940" chez Charles-Lavauzelle ed 1946
- Historique du 127e régiment d'infanterie